# Transgourmet Holding
Die Transgourmet Holding AG ist ein 2008 gegründetes Grosshandelsunternehmen mit Sitz in Basel, das zur Coop-Gruppe gehört.
Mit rund 30 800 Mitarbeitern und einem Umsatz von rund 11,6 Milliarden Schweizer Franken (2023) ist die Transgourmet Holding AG das zweitgrösste Unternehmen in diesem Geschäftsfeld in Europa (nach Metro Cash & Carry).

## Geschichte
Das Unternehmen wurde 2008 von den Handelsgruppen Rewe (Deutschland) und Coop (Schweiz) als Gemeinschaftsunternehmen gegründet, gehört seit Januar 2011 aber voll zu Coop. In Transgourmet waren ursprünglich die internationalen Aktivitäten der beiden Unternehmensgruppen im Abholgrosshandel (Cash & Carry) und Zustellgrosshandel zusammengefasst worden. Rewe und Coop waren zu je 50 % an dem Unternehmen beteiligt. Zweck des Gemeinschaftsunternehmens war die Expansion beider Gruppen in den Märkten Mitteleuropa (v. a. Frankreich) und Osteuropa.
Unter das Dach der Transgourmet Holding AG wurden die Aktivitäten der Selgros-Gruppe (zweitgrösster Cash-&-Carry-Anbieter Deutschlands), der Transgourmet Deutschland (Marktführer der deutschen Grossverbraucher-Zustelldienste) sowie der Transgourmet Schweiz AG mit deren Tochterunternehmen Prodega/Growa CC (Schweizer Marktführer im Abholgrosshandel), Howeg (Schweizer Marktführer im Belieferungsgrosshandel) sowie Transgourmet France (französischer Marktführer im Belieferungsgrosshandel) eingebracht.
Bereits 2005 hatten die beiden Unternehmensgruppen unter je 50 % Beteiligung das Gemeinschaftsunternehmen Transgourmet Schweiz AG gegründet, in das von Seiten der Rewe die Unternehmen Prodega CC, Growa CC, Howeg und die Gruppe Aldis Service Plus (Belieferungsgrosshandel mit Lebensmitteln und Hygienebedarf in Frankreich) eingebracht wurden, von Coop das Unternehmen Bell Gastro Service. 2005 übernahm die Transgourmet Schweiz AG die Unternehmen Prodirest S.N.C. (Belieferungsgrosshandel mit Lebensmitteln und Hygienebedarf in Frankreich), SA Discol (Beteiligungsgesellschaft in der Nahrungsmittelbranche) und Goninet S.N.C. (Lebensmittel- und Drogerieartikeleinzelhandel). Die Transgourmet Schweiz AG wurde 2008 mit ihren Tochtergesellschaften Bestandteil der Transgourmet Holding AG.
Am 3. November 2010 gaben die Rewe Group und Coop bekannt, dass per 10. Januar 2011 der 50-%-Anteil der Rewe Group von Coop als zukünftig alleinige Anteilseignerin übernommen wird.
2015 übernahm Transgourmet über die OHG Transgourmet das auf Belieferung von Kreuzfahrtschiffen, Hotelketten und internationalen Caterern spezialisierte Unternehmen Sump & Stammer, den Grosshändler für Molkereiprodukte EGV Lebensmittel für Großverbraucher AG, vom Oetker-Konzern die in Deutschland und Österreich vertretene Frischeparadies-Gruppe sowie von der österreichischen Pfeiffer Handels GmbH die Grosshandelssparte C+C Pfeiffer, die seit 2016 als Transgourmet Österreich geführt wird. Ab 2016 vereinbarte man eine Kooperation mit Nestlé-Schöller im Ausser-Haus-Geschäft.
Luigi Zanini sen. und Luigi Zanini jr. sind Eigentümer der Weinhandelsfirma Zanini SA und der Weinproduktion Vinattieri Ticinesi SA. Die Geschäftstätigkeit dieser Gesellschaften wird per 5. Januar 2018 der neu gegründeten Zanini Vinattieri SA, eine Tochtergesellschaft der Transgourmet, übertragen.
Anfang 2019 wurde bekannt, dass Transgourmet die Emmi-Tochter Emmi Frisch-Service AG, unter Vorbehalt der Zustimmung durch die Wettbewerbskommission, übernehmen wird.
Im Mai 2021 wurde bekannt, dass Transgourmet – vorbehältlich der Zustimmung der Wettbewerbsdirektion der Europäischen Kommission – sämtliche Anteile des spanischen Lebensmittelgrosshändlers GM Food von der chinesischen Unternehmensgruppe Bright Food übernehmen wird. Zu GM Food gehören rund 800 Verkaufsstellen von Suma, Proxim und Spar sowie 2500 weitere Einzelhandelsfilialen beliefert und über 70 Cash-und-Carry-Märkte mit angeschlossener Belieferung betreibt. GM Food beschäftigt 2400 Mitarbeitende und erzielt einen Jahresumsatz von über 1 Milliarde Euro.
Aufgrund des russischen Überfalls auf die Ukraine im Jahr 2022 hat sich Transgourmet für ein Management-Buy-out von Selgros Russland und Global Foods, unter Vorbehalt der Zustimmung durch die russische Kartellbehörde, entschieden.
Hansueli Loosli, VR-Präsident der Transgourmet Holding, übergab im April 2023 die Stelle an Joos Sutter, VR-Präsident der Coop-Gruppe-Genossenschaft, welcher als Vizepräsident der Transgourmet Holding fungierte.

## Tochterunternehmen
Die Transgourmet-Gruppe hat Tochterunternehmen in sieben Ländern:
- Transgourmet Schweiz
- Transgourmet Deutschland
- Transgourmet Polen
- Selgros Rumänien
- Transgourmet Frankreich
- Transgourmet Iberien (Spanien)
- Transgourmet Österreich